# Tuy
Tuy (Bayan ng Tuy) är en kommun i Filippinerna. Kommunen ligger på ön Luzon, och tillhör provinsen Batangas. Folkmängden uppgår till 40 734 invånare.

## Barangayer
Tuy är indelat i 22 barangayer.
| - Acle - Bayudbud - Bolboc - Dalima - Dao - Guinhawa - Lumbangan - Luntal - Magahis - Malibu - Mataywanac | - Palincaro - Luna (Pob.) - Burgos (Pob.) - Rizal (Pob.) - Rillo (Pob.) - Putol - Sabang - San Jose - San Jose (Putic) - Talon - Toong - Tuyon-tuyon |